# 渡辺一平
渡辺 一平（わたなべ いっぺい、1997年3月18日 - ）は、日本の競泳（平泳ぎ）選手。2017年世界水泳選手権・2019年世界水泳選手権200m平泳ぎで2大会連続銅メダリスト。リオデジャネイロ・パリオリンピック日本代表。LDH JAPAN所属。身長193センチメートル。血液型はB型。

## 人物
1997年3月18日、大分県津久見市出身。津久見市立津久見小学校⇒津久見市立第一中学校と進む。中学2年では第33回全国JOCジュニアオリンピックカップに出場した記録が残っている。
2012年、大分県立佐伯鶴城高等学校に進学すると頭角を現し、高校3年の最後に出場した第37回全国JOCジュニアオリンピックカップ春季では100m・200m平泳ぎの二冠を制覇して最優秀選手として表彰された。
また、2014年南京ユースオリンピックに高校3年で日本代表に選出され、大会では男子200m平泳ぎで優勝して金メダルを獲得した。
2015年4月に早稲田大学スポーツ科学部へ入学。大学1年目の第91回日本選手権水泳競技大会では5位に敗れてしまい、2015年夏季ユニバーシアード（大韓民国・光州）への出場を逸した。
2016年、大学2年となり、第92回日本選手権水泳競技大会に出場、男子200m平泳ぎでは予選で2分8秒83の自己ベストタイムを出すと、決勝で2分9秒45を出して2位に入って派遣標準記録も突破したことにより2016年リオデジャネイロオリンピック代表の座を獲得した。
リオオリンピックでは準決勝で2分07秒22のオリンピックレコードを記録した。決勝は6位だった。
2017年、1月に開催された第10回東京都選手権水泳競技大会（北島康介杯2017）の200m平泳ぎ決勝において、2分6秒67の記録を出し、山口観弘が4年以上保持していた世界記録を0秒34更新して世界記録保持者となった。
2019年、トヨタ自動車に入社。
2021年、第97回日本選手権水泳競技大会（競泳競技）200m平泳ぎでは、2分08秒76のタイムで3位だった。
2024年パリオリンピック競泳男子200メートル平泳ぎでは、決勝に進出し、2分8秒83のタイムで6位となった。
2025年世界水泳選手権の200m平泳ぎに出場し、2分7秒70で銀メダルを獲得した。世界水泳選手権でメダルを獲得するのは2019年以来。

## 自己記録
- 男子200m平泳ぎ - 2分06秒67（2017年1月29日、第10回東京都選手権水泳競技大会・元世界記録）

## テレビ出演
- 『アスリートの魂』 NHK BS1（2017年4月29日）[16]
- 『GET.SPORTS』 テレビ朝日（2019年3月14日）
- 『Going!Sports&News』 日本テレビ（2019年4月7日）
- 『BS1スペシャル 北島康介がみた日本水泳』 NHK BS1（2019年4月23日）
- 『世界水泳ダイアリー』 テレビ朝日（2019年5月11日）
- 『news every.』 日本テレビ（2019年7月2日）
- 『報道ステーション』 テレビ朝日（2019年7月16日）
- 『スポーツ×ヒューマン』 NHK BS1（2019年8月5日）
- 『東京VICTORY』 TBS（2019年9月7日）
- 『裸のアスリートII』BS-TBS（2023年9月24日）